# Terrasson
Terrasson e la Vila Diu (en francès Terrasson-Lavilledieu) és un municipi francès situat al departament de la Dordonya i a la regió de la Nova Aquitània.

## Demografia
| 1962                                       | 1968  | 1975  | 1982  | 1990  | 1999  | 2007  |
| ------------------------------------------ | ----- | ----- | ----- | ----- | ----- | ----- |
| 4.146                                      | 5.528 | 6.221 | 6.305 | 6.004 | 6.182 | 6.214 |
| Des de 1962: població sense dobles comptes |       |       |       |       |       |       |

## Administració
| Període   | Identitat       | Partit        |
| --------- | --------------- | ------------- |
| 1982-1989 | Edgard Bardagué | PCF           |
| 1989-     | Pierre Delmon   | Divers droite |

## Agermanaments
- Bodegraven
- Theux
- Wiesbaden-Bierstadt